# Османьчик, Эдмунд
Э́дмунд Ян Осма́ньчик (пол. Edmund Jan Osmańczyk; 10 августа 1913 года, Ягельно — 4 октября 1989 года, Варшава) — польский государственный деятель, депутат Сейма пяти созывов в 1952—1985 годах.
Известен как автор стихов и прозы.
Также известен как автор «Энциклопедии ООН и международных соглашений» — первой такой энциклопедии в мире.

## Биография

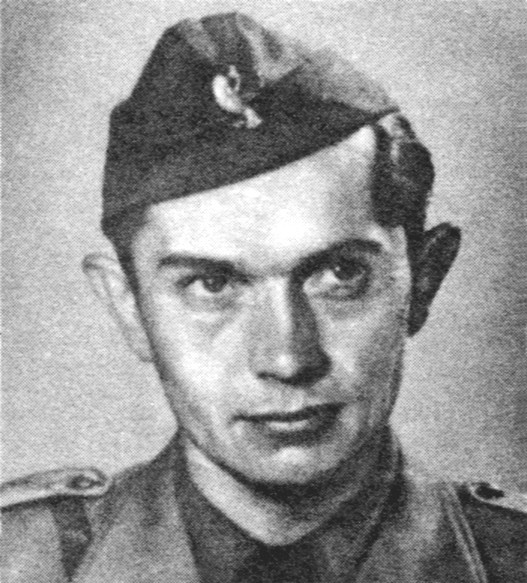
Эдмунд Ян Османьчик, 1945

Родился в 1913 году в семье польских иммигрантов в Германии, Нижней Силезии.
Получил историческое образование в Варшавском университете, затем в Берлине начал изучать журналистику, был активным членом Союза поляков в Германии, участвовал в создании «родла» — официального символа организации. Покинул Германию, опасаясь призыва в армию.
Был солдатом Движения Сопротивления германской оккупации в Варшаве. Принял участие в восстании 1944 года. В 1945 году стал военным корреспондентом.
Как журналист освещал события Потсдамской конференции и Нюрнбергского процесса. Его статьи этого периода вышли отдельной книгой в 1947 году. Журналистская работа по освещению этих двух событий стала начальным этапом его карьеры международного корреспондента.
В период 1946—1968 годы он работал журналистом в разных странах, участвовал в важных международных конференциях. Позднее стал представителем в ООН.
Скончался 4 октября 1989 года.

## Труды

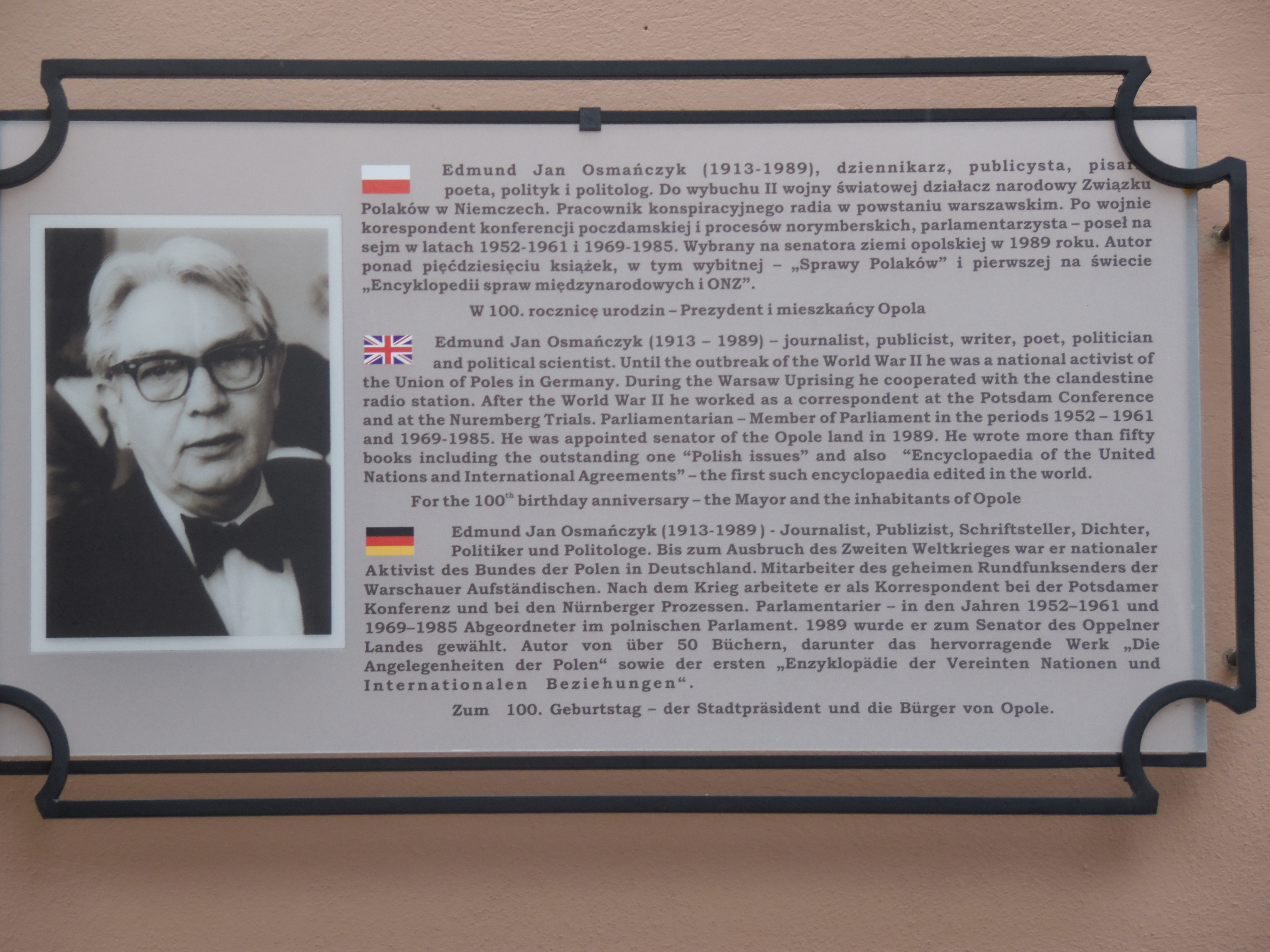
Мемориальная доска в г. Ополе, Польша, 2014 год

- «Пруссия», 1947 — сборник статей о Потсдамской конференции и Нюрнбергском процессе.
- Encyclopedia of the United Nations and International Agreements Архивная копия от 10 марта 2016 на Wayback Machine, (англ. яз.), Google Книги

## Награды
- Орден Строителей Народной Польши
- Орден «Знамя Труда» 2 степени
- Орден Возрождения Польши, командор
- Орден Возрождения Польши, офицер
- Орден Возрождения Польши, рыцарь
- Золотой Крест Заслуги